# Burgstall Burg Mauer
Der Burgstall Burg Mauer, auch Burg Schellenstein genannt, bezeichnet eine abgegangene Höhenburg 275 m westlich der Kirche und in der Nähe des Feuerwehrhauses von Wissing, heute ein Ortsteil der Gemeinde Seubersdorf in der Oberpfalz im Landkreis Neumarkt in der Oberpfalz. Der Burgstall ist im BayernAtlas als Bodendenkmal D-3-6835-0047 als Mittelalterlicher Burgstall "Burg Mauer" ausgewiesen.

## Beschreibung
Im Winkel zwischen der Wissinger Laber und dem Bachtal liegt auf einer nach Nordwesten gerichteten Nase der Hochfläche der Burgstall. Dieser Burghügel ist ca. 2 m hoch und besitzt einen Durchmesser von ca. 20 × 25 m. In den Hügel ist ein Keller eingebaut und er ist auch zwischenzeitlich überbaut.

## Geschichte
Wissing (Wizzingen) wird erstmals in einer Überlieferung des Klosters Plankstetten 1131 erwähnt, und zwar mit der Nennung von Hadmar et frater eius Hainrich de Wizzingen. Hier waren also als Ortsadelige die Herren von Wissing ansässig. Diese werden als Ministeriale des Habsberger Grafen und später des Bistums Eichstätts angesehen. Der genannte Heinrich von Wissingen taucht auch 1144 nochmals in einer Urkunde auf. 1236 erscheint in einer Urkunde ein Konrad von Wissing neben einem Heinrich von Pollanten, als Marquard von Heideck eine Schenkung seiner Vorfahren an das Kloster Auhausen bestätigt. Ein Ulrich von Wissing wird als adeliger Bürger 1310 in Neumarkt erwähnt.
1310 heißt es, der Graf von Heideck habe die Burg Wissing an den Bayerischen Herzog verkauft. Dem entspricht auch die Tatsache, dass Besitzungen im Wissing im Urbar des Viztumamtes Lengenfeld von 1326 auftauchen. Damals hatten die bayerischen Herzöge aber die Wilfertsdorfer mit Gütern in Wissing belehnt, während die Wissinger Güter in Grasenhül (wie auch im Codex Falkensteinensis erwähnt) innehatten. In den Landsassenmatrikeln des Schultheißenamtes Neumarkt von 1518 wird ein Hans Roßtaler zu Stauffersbuch mit einem Sitz in Wissing, genannt Schellenstein, genannt; Wissing ist also mit der Hofmark Staufersbuch verbunden worden. 1526 heißt es dann, dass der Sitz zu Wissing verfallen und öde sei; laut dem Steuerbuch waren hier nur mehr zwei 1/16 Häusl vorhanden, die mit der Niedergerichtsbarkeit zur Hofmark Stauffersbuch gehörten.